# Adansi West District
Der Adansi West District ist ein ehemaliger Distrikt in der Ashanti Region in Ghana mit der Distrikthauptstadt Obuasi. Per Dekret vom 12. November 2003 von Präsident John Agyekum Kufuor wurde er im Zuge der Verwaltungsreform 2004 in die drei neuen Distrikte Adansi North District, Adansi South District und Obuasi Municipal District aufgeteilt.
Adansi West hatte bei der Volkszählung des Jahres 2000 eine Bevölkerung von 235.680 auf einer Fläche von 828 km².